# L'Abbaye
L'Abbaye is een gemeente en plaats in het Zwitserse kanton Vaud. De plaats ligt aan de zuidoostelijke oever van het Lac de Joux. L'Abbaye maakt sinds 1 januari 2008 deel uit van het district Jura-Nord vaudois. Voor 2008 maakte de gemeente deel uit van het toenmalige district La Vallée.
L'Abbaye telt 1244 inwoners.